# Braune Witwe

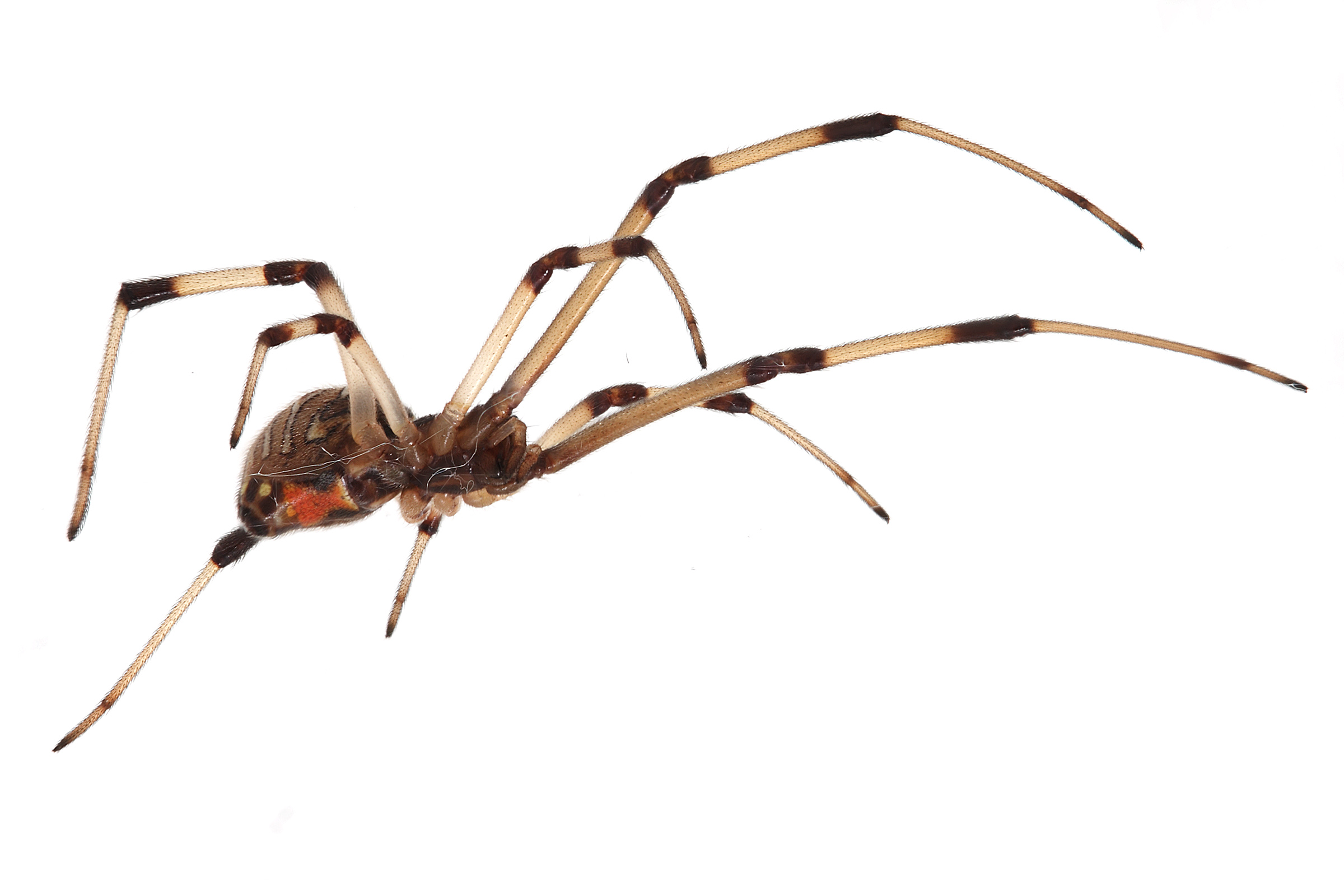
Männchen

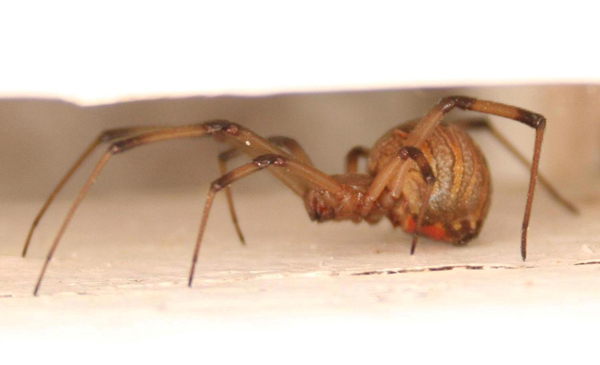
Weibchen von der Seite

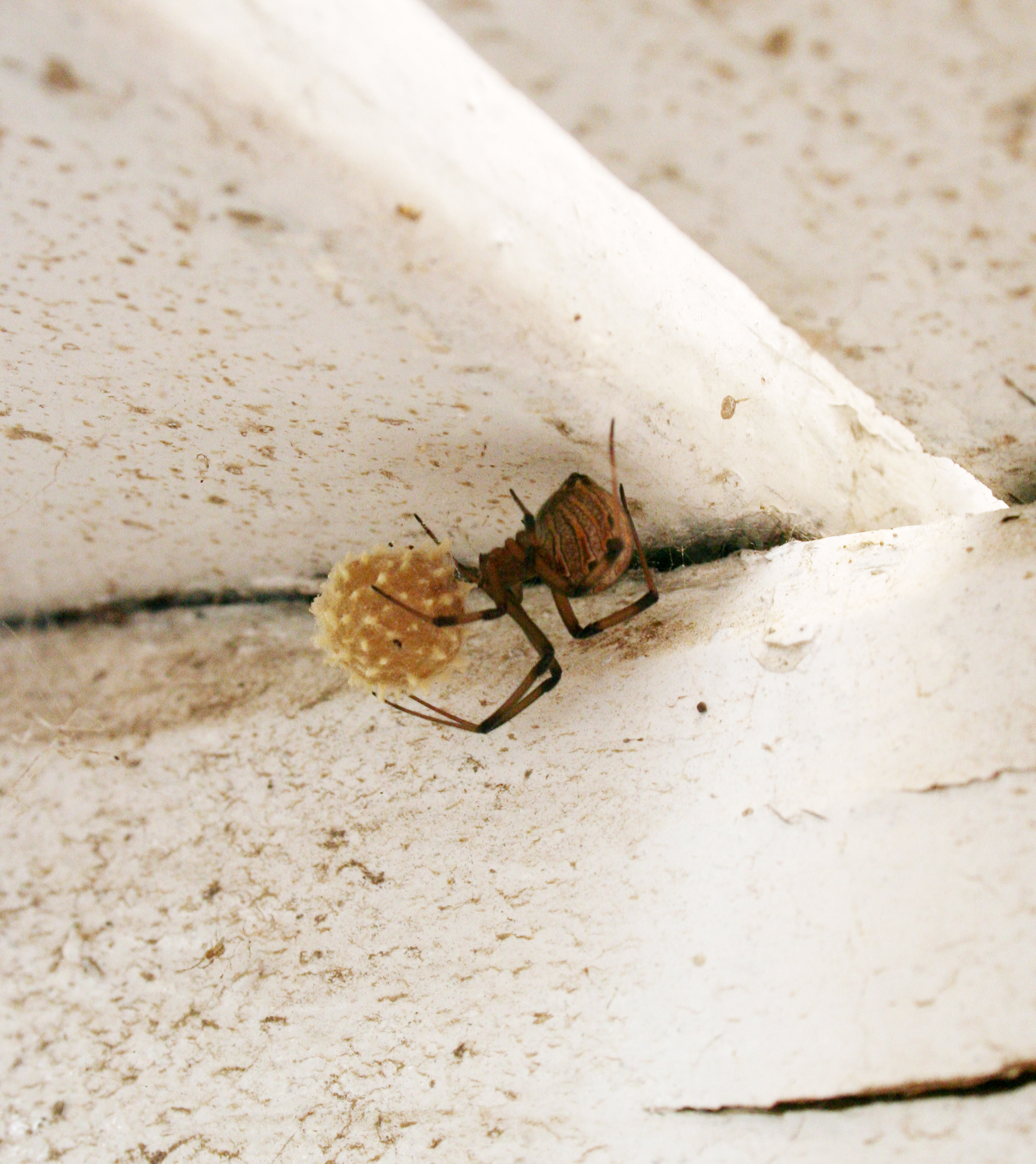
Weibchen mit Kokon

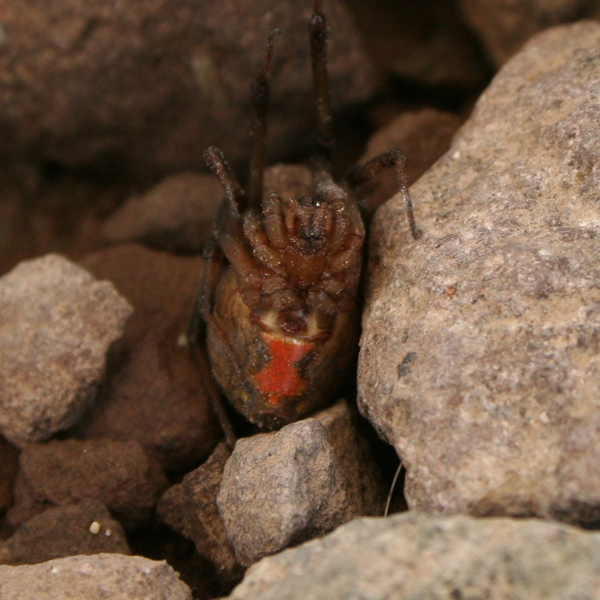
Weibchen in Abwehrhaltung

Die Braune Witwe (Latrodectus geometricus) ist eine Webspinne aus der Familie der Kugelspinnen (Theridiidae). Sie gehört zur Gattung der Echten Witwen (Latrodectus).

## Beschreibung
Die Weibchen der Braunen Witwe haben eine Körperlänge ohne Beine von etwa 12 bis 16 Millimetern, die Männchen sind mit 6 bis 8 Millimetern deutlich kleiner, haben aber längere Beine. Sie besitzt phänotypisch ein großes Farbspektrum. So kann eine Braune Witwe von fast weiß bis fast schwarz jede Farbe haben, typisch ist allerdings eine hellbraune Färbung. Die Farbe ist dabei nicht nur individuell verschieden, sondern ändert sich auch bei Einzelindividuen im Laufe ihres Lebens. Fast schwarze Formen sind von der Schwarzen Witwe kaum zu unterscheiden. Auf der Körperunterseite trägt sie eine orangefarbige, für viele Latrodectus-Arten typische Zeichnung in Form einer Sanduhr. Die Rückseite ist oft weiß gepunktet, wobei auch hier farbliche Variationen möglich sind.
Am besten lässt sich die Braune Witwe an dem Kokon, den sie um ihre Eier spinnt, identifizieren. Der Kokon besteht aus Seide und ist kugelförmig, wobei die Seide Stacheln auf der Außenseite bildet. Die Braune Witwe wird als sehr zurückhaltend beschrieben, es sind nur äußerst wenige Bisse an Menschen bekannt, auch wenn sie, wie in Florida, durchaus verbreitet ist und die Nähe des Menschen nicht scheut.

## Verbreitung
Obwohl die Erstbeschreibung nach einem Weibchen aus Kolumbien, Südamerika, erfolgte, geht man davon aus, dass die Braune Witwe ursprünglich aus dem südlichen Afrika stammt. Seit dem 19. Jahrhundert wurde sie jedoch auf allen Kontinenten (mit Ausnahme Antarktikas) eingeschleppt.
In den USA ist die Spinne schon lange heimisch, hat sich aber seit Mitte der 90er Jahre, ausgehend von Florida, in den südöstlichen Bundesstaaten rasch verbreitet. Einzelne Funde sind aber auch aus Arizona, Colorado und New Mexico gemeldet worden. In Südkalifornien reicht ihre Verbreitung inzwischen vom Los Angeles County bis zum San Diego County und östlich bis zum Riverside County. Auf Hawaii wurde die Braune Witwe 1939 das erste Mal registriert und hat sich seither auf allen größeren Inseln verbreitet.
In Japan gab es den ersten gesicherten Bericht über das Vorkommen der Braunen Witwe im Jahr 1995 aus der Hafenstadt Yokohama. Bis zum September 2008 hatte sie sich in 11 japanischen Präfekturen ausgebreitet. 2004 wurde ein Exemplar bei Pune in Indien gefunden.
Die Verbreitung der Spinne zwischen den Kontinenten erfolgt durch Containerschiffe. Ihre rasche Ausbreitung innerhalb eines Landes ist auf den Warentransport mit Lastkraftwagen zurückzuführen. Begünstigt wird sie durch die milden Winter der vergangenen Jahrzehnte auch in nördlichen Breiten.

## Lebensweise
Die Weibchen leben 3 Jahre, die Männchen leben nur 8 Monate oder ein Jahr. Die Weibchen fressen hauptsächlich Insekten, es wurde aber auch beobachtet, dass auch kleine Kröten verspeist wurden, welche sich in ihrem Netz verfangen hatten.
Die Art findet man in besiedelten Gebieten in der Umgebung von Häusern, in Gärten, in Autos und Wohnmobilen. Sie besiedelt auch Kunststoff-Gartenmöbel, Blumentöpfe oder Blätter von Paradiesvogelblumen. In der Regel findet man sie überall dort, wo sie einen geschützten Platz findet.

## Medizinische Bedeutung
Die Männchen sind harmlos, nur die Cheliceren der Weibchen durchdringen die menschliche Haut. Ihr Biss wird als weniger gefährlich eingestuft als jener der Südlichen Schwarzen Witwe (Latrodectus mactans) oder der Europäischen Schwarzen Witwe (Latrodectus tredecimguttatus), kann unbehandelt aber auch starke, langanhaltende Muskelschmerzen verursachen. In der Regel nehmen die Spinnen bei Gefahr eine Abwehrhaltung ein, bei der sie die Gliedmaßen eng anlegen. Nur wenn sie weiterhin gereizt werden, setzen sie sich zur Wehr.